# Сен-Жермен-де-Монгомри
Сен-Жерме́н-де-Монгомри́ (фр. Saint-Germain-de-Montgommery) — коммуна во Франции, находится в регионе Нижняя Нормандия. Департамент коммуны — Кальвадос. Входит в состав кантона Ливаро. Округ коммуны — Лизьё. Код INSEE коммуны — 14583.
В раннем средневековье здесь стоял замок Монтгомери (Монгомри), которым владел одноимённый род феодалов. Роджер Монтгомери сопутствовал нормандскому герцогу Вильгельму в завоевании Англии. От Роджера и его потомков происходят популярные в англоязычных странах имя и фамилия Монтгомери.

## Население
Население коммуны на 2010 год составляло 159 человек.
| 1962 | 1968 | 1975 | 1982 | 1990 | 1999 | 2010 |
| ---- | ---- | ---- | ---- | ---- | ---- | ---- |
| 147  | 144  | 110  | 134  | 147  | 163  | 159  |

## Экономика
В 2010 году среди 98 человек трудоспособного возраста (15—64 лет) 70 были экономически активными, 28 — неактивными (показатель активности — 71,4 %, в 1999 году было 74,3 %). Из 70 активных жителей работали 62 человека (33 мужчины и 29 женщин), безработных было 8 (4 мужчины и 4 женщины). Среди 28 неактивных 6 человек были учениками или студентами, 17 — пенсионерами, 5 были неактивными по другим причинам.